# Hors la vie
Hors la vie é um filme de drama de guerra franco-ítalo-belga de 1991 dirigido e coescrito por Maroun Bagdadi. 
Estrelado por Hippolyte Girardot, venceu o Prêmio do Júri do Festival de Cannes.

## Elenco
- Hippolyte Girardot - Patrick Perrault
- Rafic Ali Ahmad - Walid 'Chief'
- Hussein Sbeity - Omar
- Habib Hammoud - Ali 'Philippe'
- Majdi Machmouchi - Moustapha
- Hassan Farhat - Ahmed 'Frankenstein'
- Hassan Zbib - Fadi
- Nabila Zeitouni - Najat
- Hamza Nasrallah - 'De Niro'
- Sami Hawat - Hassan
- Sabrina Leurquin - Isabelle
- Roger Assaf - Farid